# Honda (laso)
Honda (anglicky honda nebo hondo) je oko na konci lasa. 

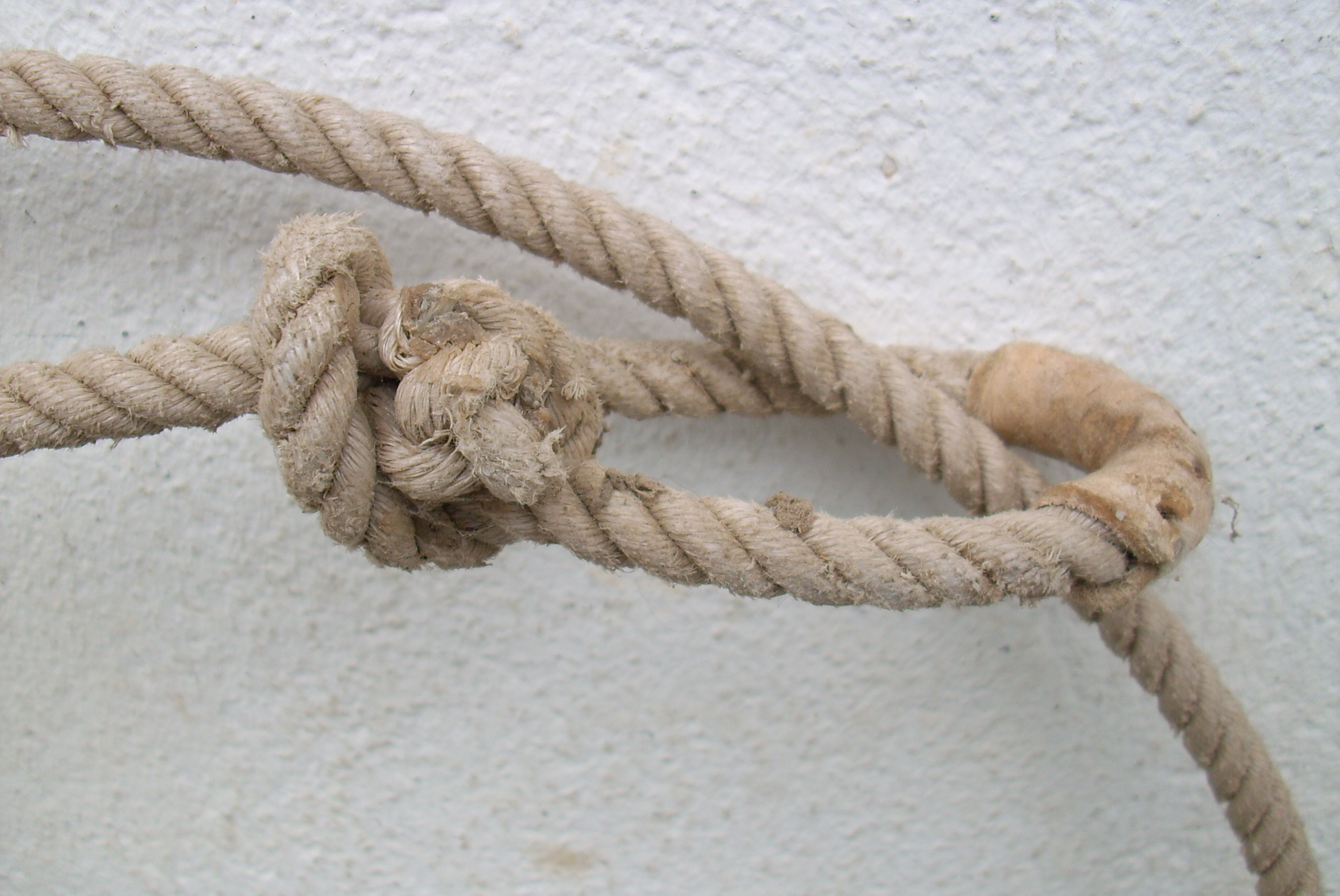
honda tvořená uzlem a koženým obšitím

F. A. Elstner udává deset hlavních druhů lariatových a spiningových hond — s ohybem ovázaným měkkým drátem, obšitou kůží, rowhide, s hliníkovou nebo mosaznou vložkou, s poloviční hliníkovou nebo mosaznou vložkou, kruhovou hondu a hondu uzel a stejnou, obloženou kůží. Dalšími druhy jsou odepínací hondy plastové, kovové nebo kožené. Vnitřní průměry hond se pohybují od 36 do 60 milimetrů, ale pokud lano neklouže úplně volně, zjednoduší se mnohé triky. Tvar vložky může mít vliv na fukci lasa zvýšením tření v zadní zúžené části.